# كبد (القصيم)
كبد مركز في منطقة القصيم في السعودية، وهو مركز فئة (ب) ويتبع إداريًا محافظة عيون الجواء.

## الموقع الجغرافي
يقع مركز كبد في الجزء الشمالي من منطقة القصيم، ويرتبط من جهة الشمال الغربي بطريق «القصيم – حائل» السريع، كما يرتبط بمركز القوارة من جهة الجنوب بمسافة 20 كيلاً، ويبعد عن مدينة بريدة مقر إمارة منطقة القصيم 59 كيلومتر، ويبعد عن محافظة عيون الجواء 50 كيلومتر.

## الخدمات الحكومية
يوجد في كبد الخدمات الحكومية التالية:
- إمارة مركز كبد.
- مركز صحي.
- مدرسة ابتدائية ومتوسطة (للبنين).
- مدرسة ابتدائية ومتوسطة (للبنات).[2]

## الزراعة
يوجد في مركز كبد أكثر من 300 مزرعة موزعة في أنحاء متفرقة، كذلك يوجد بها عدد من المشاريع الكبيرة وتعتبر البداية الفعلية للزراعة في مركز كبد في عام 1402 هـ.

## أشهر معالم كبد
- قارة كبد: هي سلسلة جبال تقع في الجهة الشمالية للمركز وهي التي سميت بها البلدة، وتمتاز بمراعيها وأوديتها المتفرعة منها مثل مشاش كبد وهو وادي كبير يتحدر من هذه القارة ويمر بمزارع كبد ومركز كبد من الجهة الشمالية الغربية.
- جبل الحزقاء: يقع في الجهة الجنوبية من المركز وسمي بهذا الاسم نظرًا لارتفاعه عن سطح الأرض بـ 300 قدم وهو مستطيل الشكل، ويوجد على سطحه بعض الحزوم والسهول والفياض الصغيرة ويشتهر أثناء هطول أمطار الوسم بنبات الكمأ ويمتاز مناخه باعتدال الجو.
- خشم الرعن: يقع في الجهة الغربية من مركز كبد وهو عبارة عن سلسلة من الجبال شاهقة الارتفاع وتظهر منها نتوءات بارزة.
- جبال القلاع: وهي تحيط بالمركز من الجهة الشرقية وهي عبارة عن صخور متناثرة وعلى شكل قلاع، وتمتاز بالمناظر الخلابة ووجود الآثار فيها من كتابات قديمة ورسومات أثرية.[3]

## رئيس المركز
رئيس مركز كبد هو خالد بن محمد بن فالح الحربي.

## المناخ
مناخ صحراوي، حار جاف صيفاً، بارد ممطر شتاءً، وتبلغ درجة الحرارة صيفاً 45 درجة مئوية، وفي الشتاء تصل إلى ما دون الصفر.